# Liste der Baudenkmäler in Willmering

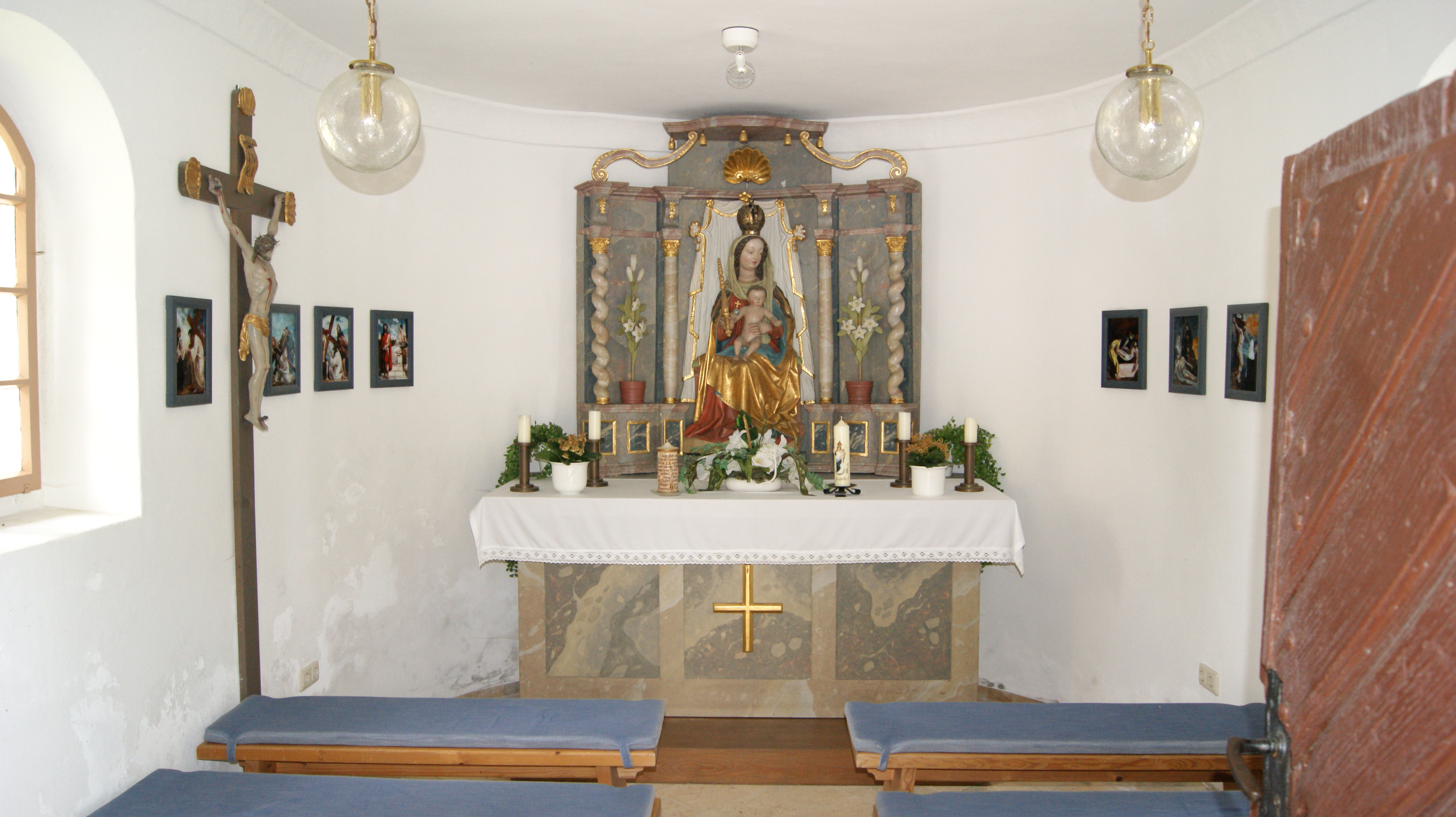
Innenraum der Kapelle in Willmering

Auf dieser Seite sind die Baudenkmäler in der Oberpfälzer Gemeinde Willmering zusammengestellt. Diese Tabelle ist eine Teilliste der Liste der Baudenkmäler in Bayern. Grundlage ist die Bayerische Denkmalliste, die auf Basis des Bayerischen Denkmalschutzgesetzes vom 1. Oktober 1973 erstmals erstellt wurde und seither durch das Bayerische Landesamt für Denkmalpflege geführt wird. Die folgenden Angaben ersetzen nicht die rechtsverbindliche Auskunft der Denkmalschutzbehörde.

## Baudenkmäler nach Ortsteilen

### Willmering
| Lage                                                   | Objekt             | Beschreibung | Akten-Nr.    | Bild           |
| ------------------------------------------------------ | ------------------ | --- | ------------ | -------------- |
| Am Anger 1 (Standort)                                  | Kapelle            | Traufständiger und abgewalmter Satteldachbau mit Dachreiter und Schindeldeckung, bezeichnet mit 1848; mit Ausstattung | D-3-72-175-2 | weitere Bilder |
| Am Anger 6 (Standort)                                  | Bauernhaus         | Zweigeschossiger und giebelständiger Flachsatteldachbau mit Kellergewölbe, 17. Jahrhundert                            | D-3-72-175-1 | weitere Bilder |
| Buchberg; Buchbergweg; Schlammeringer Hänge (Standort) | Burgruine Buchberg | Stumpf des quadratischen Bergfrieds und Fragment der zweischaligen Ringmauer, um 1200.                                | D-3-72-175-5 | BW             |

### Prienzing
| Lage                    | Objekt  | Beschreibung | Akten-Nr.    | Bild    |
| ----------------------- | ------- | --- | ------------ | ------- |
| Prienzing 13 (Standort) | Kapelle | Traufständiger und verschalter Ständerbau mit eingezogener Apsis, Satteldach und Dachreiter, 18./19. Jahrhundert; mit Ausstattung, Im Vorraum Totenbrett, 1870 | D-3-72-175-3 | Kapelle |

### Zifling
| Lage                 | Objekt  | Beschreibung | Akten-Nr.    | Bild           |
| -------------------- | ------- | --- | ------------ | -------------- |
| Zifling 8 (Standort) | Kapelle | Giebelständiger und abgewalmter Satteldachbau mit eingezogener Apsis, Stufengiebel und Dachreiter, neugotisch, Ende 19. Jahrhundert | D-3-72-175-4 | weitere Bilder |